# 莱茵巴赫
莱茵巴赫（德語：Rheinbach，發音：[ˈʁaɪnˌbax] ⓘ）是德国北莱茵-威斯特法伦州科隆行政区莱茵-锡格县的城市，面积69.72平方千米，2023年12月31日人口为27,238人。

## 友好城市
莱茵巴赫与以下城市结为友好城市：
- 比利时 丹泽
- 捷克 卡梅尼茨基謝諾夫
- 英格兰 塞文奧克斯
- 法國 阿维尼翁新城